# Budapešťské memorandum
Budapešťské memorandum je označení pro trojici mezinárodních dohod podepsaných 5. prosince 1994 Ruskem, Spojenými státy a Velkou Británií v maďarském hlavním městě Budapešti, které měly poskytovat záruky bezpečnosti a územní celistvosti Bělorusku, Kazachstánu a Ukrajině výměnou za připojení se ke Smlouvě o nešíření jaderných zbraní. Jejím důsledkem bylo jaderné odzbrojení těchto států a jedinou zemí bývalého Sovětského svazu vlastnící jaderné zbraně (jadernou velmocí) zůstala Ruská federace.
V případě Ukrajiny bylo podepsáno ukrajinským prezidentem Leonidem Kučmou, ruským prezidentem Borisem Jelcinem, americkým prezidentem Billem Clintonem a britským premiérem Johnem Majorem. Čína a Francie poskytly poté poněkud slabší individuální ujištění v samostatných dokumentech. V rámci tohoto memoranda Ukrajina slíbila vzdát se svého jaderného arzenálu, kdežto zbylé tři státy poskytly Ukrajině některá bezpečnostní ujištění.
Memorandum svými ustanoveními odkazuje na právně závazný Závěrečný akt Konference o bezpečnosti a spolupráci v Evropě. Ten podepsali všichni signatáři memoranda.
O memorandu se od roku 2014 nejčastěji mluví v souvislosti s jeho porušením ruskou válkou proti Ukrajině.

## Závazek
V memorandu se signatáři zavázali mimo jiné respektovat ukrajinskou nezávislost a suverenitu v rozmezí tehdy platných státních hranic, zdržet se hrozby silou nebo použití síly proti Ukrajině, zdržet se použití ekonomického nátlaku na Ukrajinu ve snaze ovlivnit její politické směřování, zdržet se použití jaderných zbraní proti Ukrajině, řešit případné použití jaderných zbraní vůči Ukrajině na půdě Rady Bezpečnosti OSN či vzájemně konzultovat vzniklé nejasnosti ohledně zmíněných záruk.

## Porušení memoranda
Podle prohlášení premiérů zemí Visegrádské skupiny a některých[kterých?] politologů bylo memorandum porušeno přijetím Krymu do Ruské federace na základě výsledků referenda v roce 2014 a ruským postupem během ukrajinské krize. Za porušení platného znění tohoto memoranda označili postup Ruska vůči Ukrajině také lídři států G7. Valné shromáždění OSN při této příležitosti přijalo rezoluci, ve které se připomíná povinnost dodržování Charty OSN, co se týká jednoty a územní celistvosti členských států OSN, a upozorňuje se na bezpečnostní záruky vyplývající z budapešťského memoranda z roku 1994.

## Závaznost memoranda
V souvislosti s anexí Krymu Ruskou federací a výzvami, aby Ruská federace dodržovala budapešťské memorandum, prohlásil ministr zahraničí RF Sergej Lavrov: „Ruská federace se podpisem budapešťského memoranda o poskytnutí bezpečnostních záruk Ukrajině nezavázala, že bude uznávat výsledek ozbrojeného státního převratu.“ Samotnou platnost tohoto memoranda však Rusko vyjádřením svého ministra zahraničí nepopírá. Ostatní tři signatáři znění memoranda nepopírají.[zdroj?]
Dohody, jako je Budapešťské memorandum, nejsou mezinárodními smlouvami a podepsali je pouze prezidenti signatářských zemí, nejsou tedy ratifikovány jejich parlamenty. Toto bývá provedeno záměrně, aby se proces urychlil a oponenti neblokovali podpis. Takový formát však s sebou nese politická rizika, protože v konečném důsledku usnadňuje budoucímu prezidentovi či premiérovi dohodu zrušit nebo trvat na tom, že dokument není právně závazný.
Budapešťské memorandum nemá parametry mezinárodní smlouvy, ale odkazuje na právně závazné ustanovení Závěrečného aktu Konference o bezpečnosti a spolupráci v Evropě. Bylo sjednáno na politické úrovni. Odkazuje na ujištění v jiném mezinárodním dokumentu, avšak nestanovuje žádné právní povinnosti ani sankce z neplnění memoranda. V USA administrativa Georgea W. Bushe ani Clintonova administrativa nebyly připraveny poskytnout závazek Ukrajině ani nevěřili, že by senát USA ratifikoval mezinárodní smlouvu, proto bylo přijato jen toto omezenější memorandum.
Ruský prezident Vladimir Putin odpověděl na otázku o porušení Budapešťského memoranda tak, že popsal aktuální situaci po Euromajdanu jako revoluci, tudíž vznikl „nový stát“ a s ním žádné dokumenty podepsány nejsou. Rusko také prohlásilo, že se „nezavázalo donutit jakoukoli část ukrajinského civilního obyvatelstva zůstat na Ukrajině proti své vůli“, a naznačilo, že USA porušily Budapešťské memorandum „podněcovaným převratem“.